# Oberhaslach
Oberhaslach (Ewerhosle en alsacien) est une commune française située dans la circonscription administrative du Bas-Rhin et, depuis le 1er janvier 2021, dans le territoire de la Collectivité européenne d'Alsace, en région Grand Est.
Elle fait partie de la Région culturelle et historique d'Alsace.

## Géographie
La commune d'Oberhaslach occupe une partie du bassin versant supérieur de la Hasel. Cette rivière a donné le vieux nom de ban, Haslach, avant la séparation en Oberhaslach et Niederhaslach.
Le point le plus haut de la commune est à 967 mètres d'altitude sur le Baerenberg, placé sur la corniche triasique du Noll au Schneeberg, le point le plus bas est dans le proche voisinage de Niederhaslach à 250 mètres.
| Dabo Moselle      | Wangenbourg-Engenthal | Cosswiller    |
| Walscheid Moselle | Oberhaslach           | Still         |
| Lutzelhouse       | Urmatt                | Niederhaslach |

### Géologie
À la faveur de l'achèvement de l'orogenèse varisque, au Permien, le volcan du Nideck a émis un porphyre rouge, dont l'épaisseur atteint approximativement 300 mètres. Les éruptions devaient être explosives, accompagnées de nuées ardentes.

### Hydrographie
La commune est dans le bassin versant du Rhin au sein du bassin Rhin-Meuse. Elle est drainée par le ruisseau la Hasel, le ruisseau Grand Weinbaechel, le ruisseau Hengstbaechel, le ruisseau Hoellenbaechel, le ruisseau Luttenbach, le ruisseau Moosbach, le ruisseau Petit Weinbaechel et le ruisseau Schieferbaechel,.
La Hasel, d'une longueur de 14 km, prend sa source dans la commune de Lutzelhouse et se jette  dans la Bruche à Mollkirch, après avoir traversé quatre communes. 

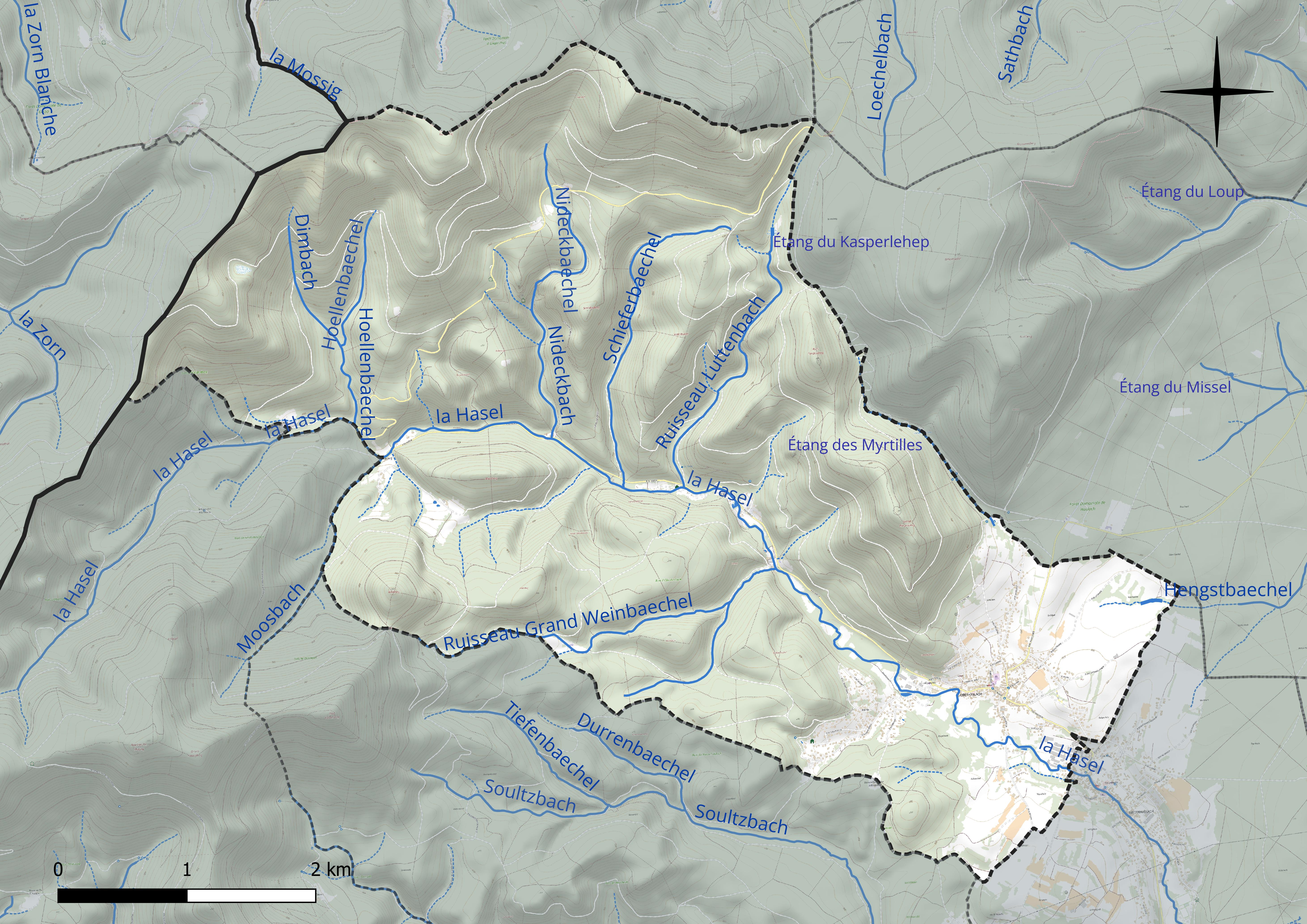
Réseau hydrographique d'Oberhaslach.

Deux plans d'eau complètent le réseau hydrographique : l'étang des Myrtilles, d'une superficie totale de 0 ha (0 ha sur la commune) et l'étang du Kasperlehep (0,1 ha),.

### Climat
Pour des articles plus généraux, voir Climat du Grand Est et Climat du Bas-Rhin.
En 2010, le climat de la commune est de type climat des marges montargnardes, selon une étude du Centre national de la recherche scientifique s'appuyant sur une série de données couvrant la période 1971-2000. En 2020, Météo-France publie une typologie des climats de la France métropolitaine dans laquelle la commune est exposée à un climat semi-continental et est dans la région climatique  Vosges, caractérisée par une pluviométrie très élevée (1 500 à 2 000 mm/an) en toutes saisons et un hiver rude (moins de 1 °C). 
Pour la période 1971-2000, la température annuelle moyenne est de 10 °C, avec une amplitude thermique annuelle de 17 °C. Le cumul annuel moyen de précipitations est de 912 mm, avec 10,9 jours de précipitations en janvier et 9,9 jours en juillet. Pour la période 1991-2020, la température moyenne annuelle observée sur la station météorologique de Météo-France la plus proche, « Wangenbourg_sapc », sur la commune de Wangenbourg-Engenthal à 9 km à vol d'oiseau, est de 9,9 °C et le cumul annuel moyen de précipitations est de 1 131,8 mm. 
La température maximale relevée sur cette station est de 36,4 °C, atteinte le 25 juillet 2019 ; la température minimale est de −16,9 °C, atteinte le 7 février 2012,,. 
Les paramètres climatiques de la commune ont été estimés pour le milieu du siècle (2041-2070) selon différents scénarios d'émission de gaz à effet de serre à partir des nouvelles projections climatiques de référence DRIAS-2020. Ils sont consultables sur un site dédié publié par Météo-France en novembre 2022.

## Urbanisme

### Typologie
Au 1er janvier 2024, Oberhaslach est catégorisée bourg rural, selon la nouvelle grille communale de densité à sept niveaux définie par l'Insee en 2022.
Elle appartient à l'unité urbaine d'Oberhaslach, une agglomération intra-départementale regroupant deux  communes, dont elle est ville-centre,,. Par ailleurs la commune fait partie de l'aire d'attraction de Strasbourg (partie française), dont elle est une commune de la couronne,. Cette aire, qui regroupe 268 communes, est catégorisée dans les aires de 700 000 habitants ou plus (hors Paris),.

### Occupation des sols
L'occupation des sols de la commune, telle qu'elle ressort de la base de données européenne d’occupation biophysique des sols Corine Land Cover (CLC), est marquée par l'importance des forêts et milieux semi-naturels (88,4 % en 2018), une proportion sensiblement équivalente à celle de 1990 (88,8 %). La répartition détaillée en 2018 est la suivante : forêts (87,5 %), cultures permanentes (4,5 %), zones urbanisées (3,7 %), prairies (3,5 %), milieux à végétation arbustive et/ou herbacée (0,9 %). L'évolution de l’occupation des sols de la commune et de ses infrastructures peut être observée sur les différentes représentations cartographiques du territoire : la carte de Cassini (XVIIIe siècle), la carte d'état-major (1820-1866) et les cartes ou photos aériennes de l'IGN pour la période actuelle (1950 à aujourd'hui).

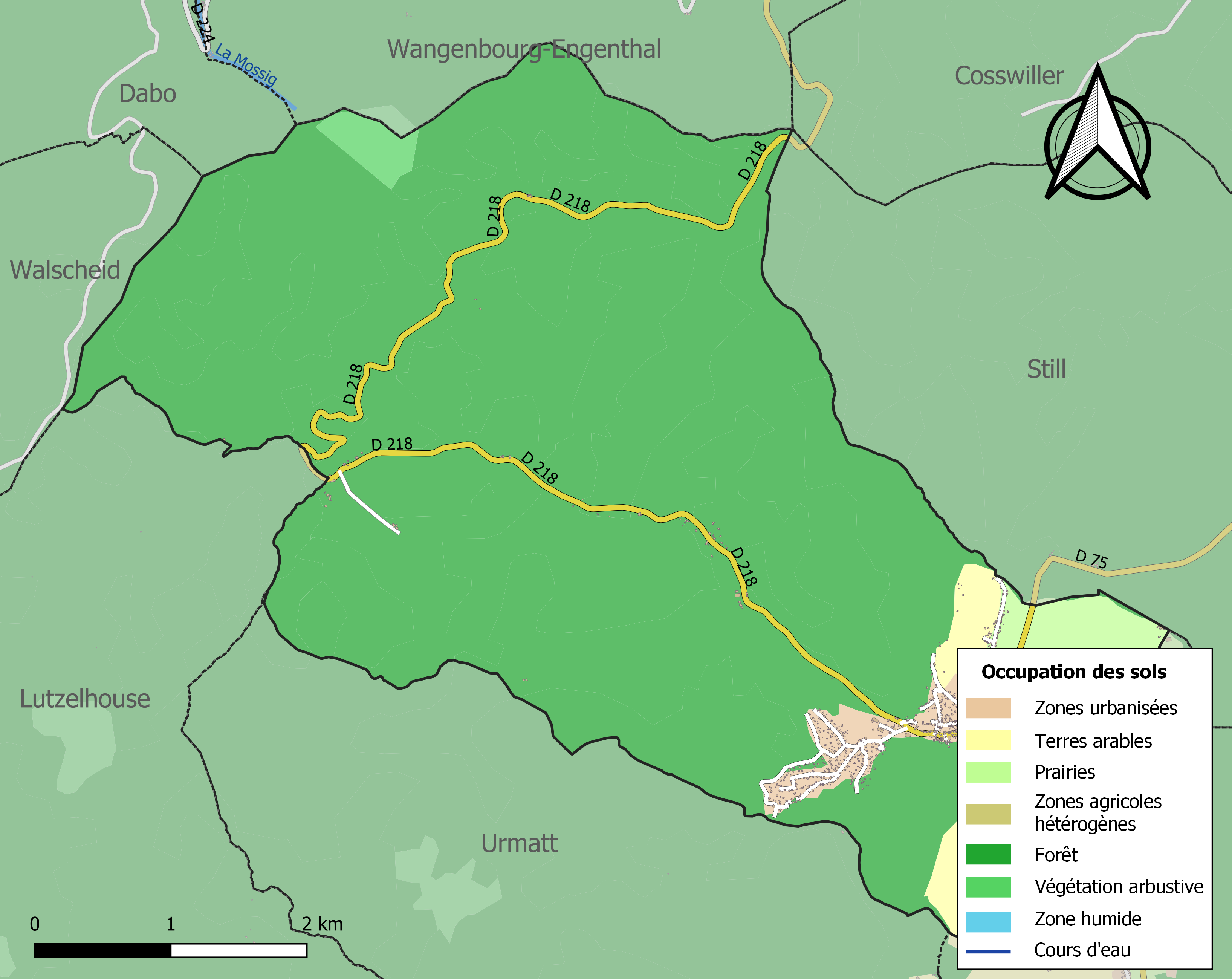
Carte des infrastructures et de l'occupation des sols de la commune en 2018 (CLC).

## Histoire

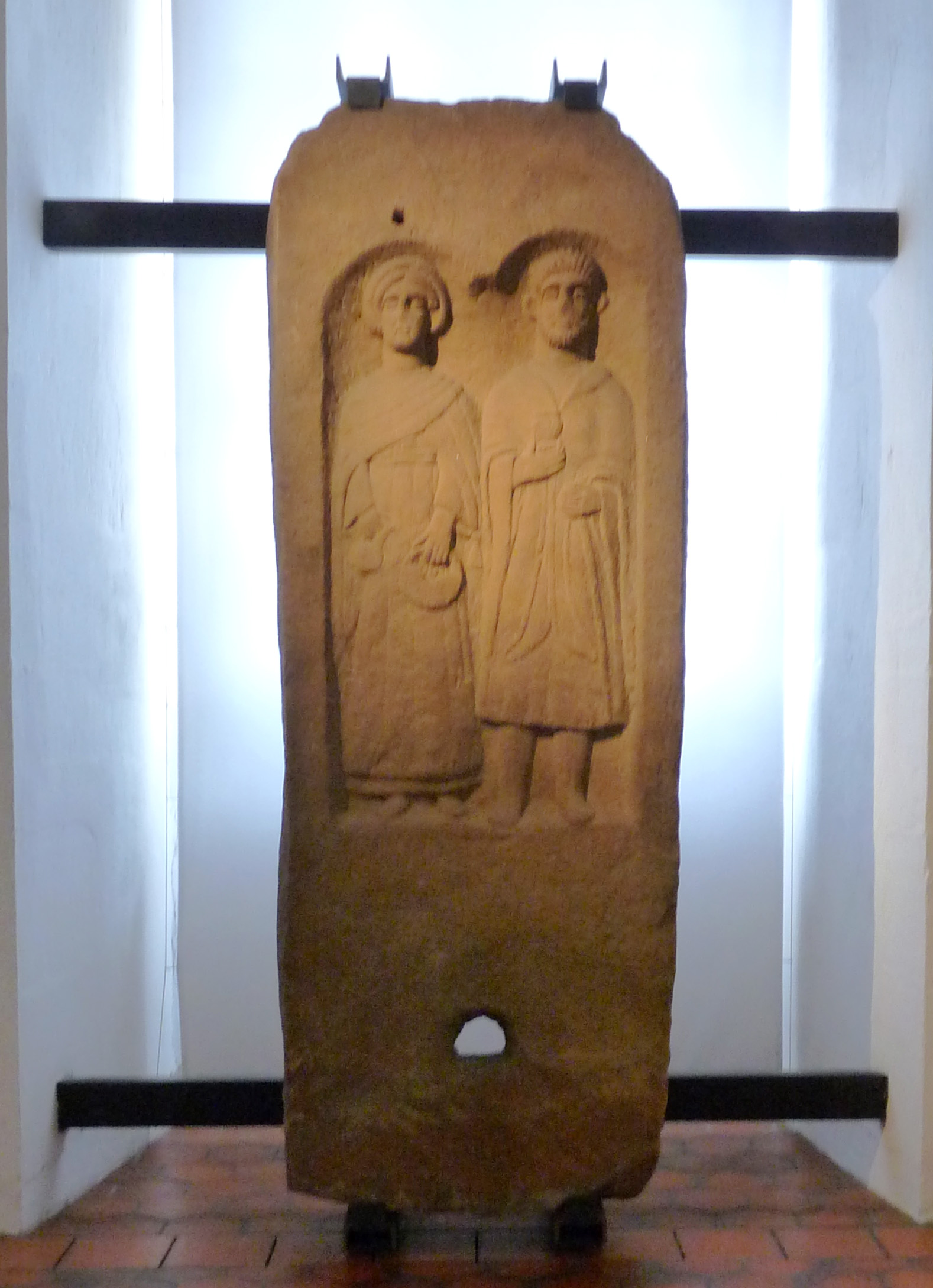
Stèle funéraire d'un couple de paysans (III), trouvée à Oberhaslach (Musée archéologique de Strasbourg).

L'actuelle commune d'Oberhaslach fut un lieu habité par des peuplades celtes dès l'Antiquité. Située au croisement de deux routes importantes, les Romains en ont fait un lieu de garnison qui s'est peu à peu transformé en village de taille modeste (en attestent des stèles exposées au Musée archéologique de Strasbourg).
Au VIIe siècle, Florent, un ermite venu d'Irlande, convertit les environs au christianisme et s'installa à l'endroit où se trouve actuellement la chapelle Saint-Florent. Florent devint par la suite évêque sous le nom de Florent de Strasbourg.
Au Moyen Âge, le lieu fut peuplé par des familles germaniques et alémaniques venues d'Allemagne et de Suisse, donnant son nom aux villages d'Oberhaslach et de Niederhaslach (haslach = « trou des noisettes » en langue alémanique ancienne).
Le village fut décimé par la guerre de Trente Ans et le repeuplement se fit principalement par des familles venues de Suisse.

## Politique et administration

### Liste des maires
| Période                                  | Période                   | Identité                                    | Étiquette | Qualité               |
| ---------------------------------------- | ------------------------- | ------------------------------------------- | --------- | --------------------- |
| Les données manquantes sont à compléter. |                           |                                             |           |                       |
| mars 2001                                | mars 2014                 | Pierre Bock                                 |           | Maire honoraire       |
| mars 2014                                | En cours (au 31 mai 2020) | Jean Biehler Réélu pour le mandat 2020-2026 |           | Attaché parlementaire |

### Jumelages
- Sarezzo (Italie) depuis le 2 juin 2007[20].

## Population et société

### Démographie
L'évolution du nombre d'habitants est connue à travers les recensements de la population effectués dans la commune depuis 1793. Pour les communes de moins de 10 000 habitants, une enquête de recensement portant sur toute la population est réalisée tous les cinq ans, les populations de référence des années intermédiaires étant quant à elles estimées par interpolation ou extrapolation. Pour la commune, le premier recensement exhaustif entrant dans le cadre du nouveau dispositif a été réalisé en 2007.

En 2022, la commune comptait 1 743 habitants, en évolution de −1,58 % par rapport à 2016 (Bas-Rhin : +3,17 %, France hors Mayotte : +2,11 %).
| 1793 | 1800 | 1806 | 1821 | 1831 | 1836 | 1841 | 1846 | 1851  |
| ---- | ---- | ---- | ---- | ---- | ---- | ---- | ---- | ----- |
| 643  | 738  | 764  | 838  | 913  | 998  | 960  | 970  | 1 024 |

| 1856 | 1861  | 1866  | 1871  | 1875  | 1880  | 1885  | 1890 | 1895 |
| ---- | ----- | ----- | ----- | ----- | ----- | ----- | ---- | ---- |
| 987  | 1 025 | 1 069 | 1 064 | 1 025 | 1 070 | 1 013 | 992  | 992  |

| 1900 | 1905 | 1910 | 1921 | 1926 | 1931 | 1936  | 1946  | 1954 |
| ---- | ---- | ---- | ---- | ---- | ---- | ----- | ----- | ---- |
| 962  | 965  | 996  | 944  | 976  | 977  | 1 014 | 1 001 | 980  |

| 1962  | 1968  | 1975  | 1982  | 1990  | 1999  | 2006  | 2007  | 2012  |
| ----- | ----- | ----- | ----- | ----- | ----- | ----- | ----- | ----- |
| 1 004 | 1 022 | 1 108 | 1 145 | 1 333 | 1 505 | 1 740 | 1 773 | 1 773 |

| 2017  | 2022  | - | - | - | - | - | - | - |
| ----- | ----- | - | - | - | - | - | - | - |
| 1 780 | 1 743 | - | - | - | - | - | - | - |

### Événements et fêtes à Oberhaslach
- Le dernier dimanche du mois de juillet : Messti du village.

## Lieux et monuments
- Cascade du Nideck.
- Château de Hohenstein.
- Château du Nideck.
- Château du Ringelstein :  datant du début du XIIIe siècle, il s'est constitué autour de plusieurs rochers de grès à une altitude de 644 m. Propriété des Eguisheim, le lieu est cité dès le milieu du XIIe siècle. Après l'extinction de la famille, il passe à l'évêque de Strasbourg. Repaire de chevaliers brigands, il est détruit en 1470.
- Chapelle de Gensbourg, à 3 km après le village en direction du Nideck : petite chapelle néo-romane du XIXe siècle.
- Chapelle de pèlerinage Saint-Florent : le bâtiment actuel date de 1750 (restauré au XXe siècle). Ses éléments les plus remarquables sont une série d'ex-voto des XVIIIe et XIXe siècles.

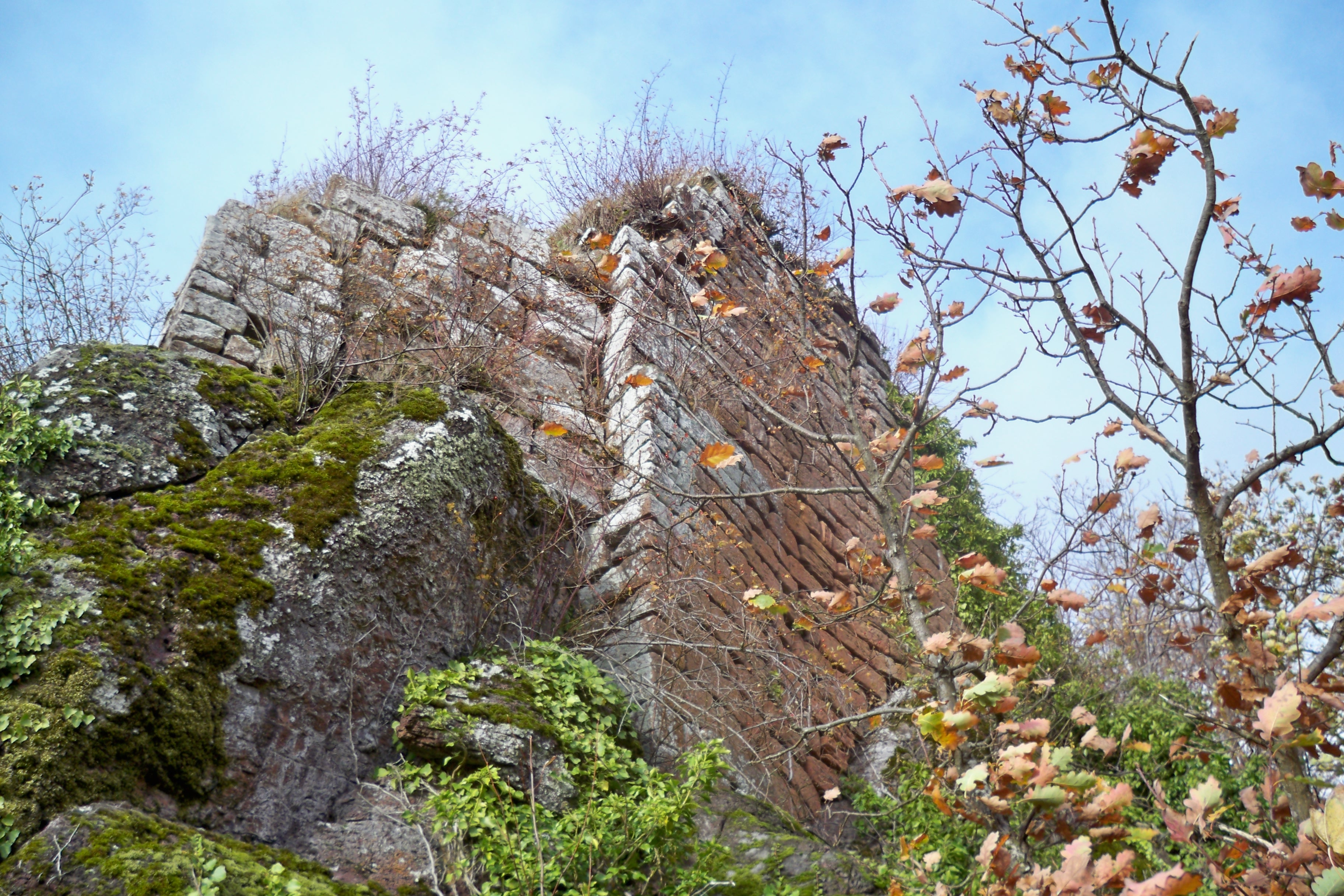
Château du Hohenstein.
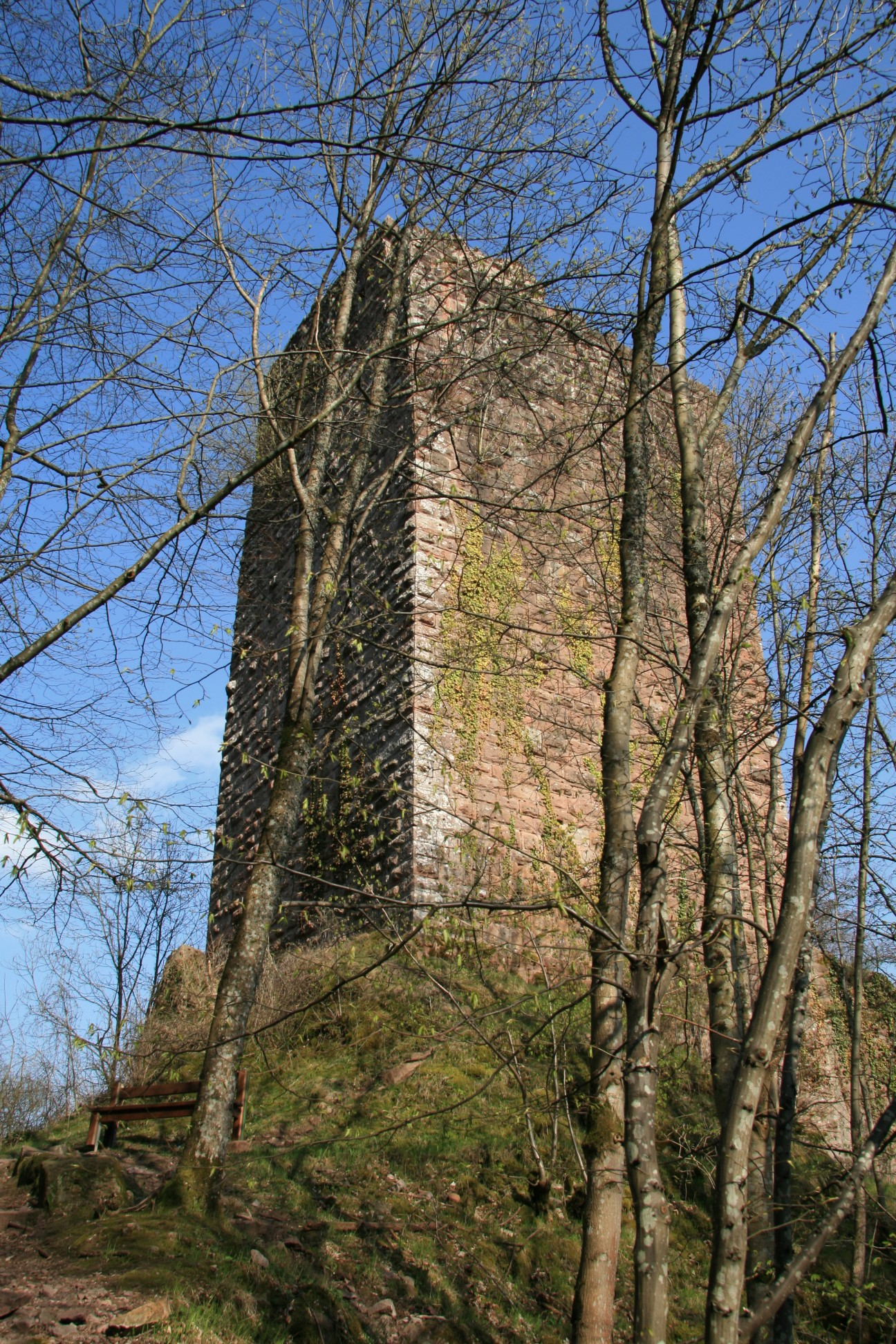
Château du Nideck.
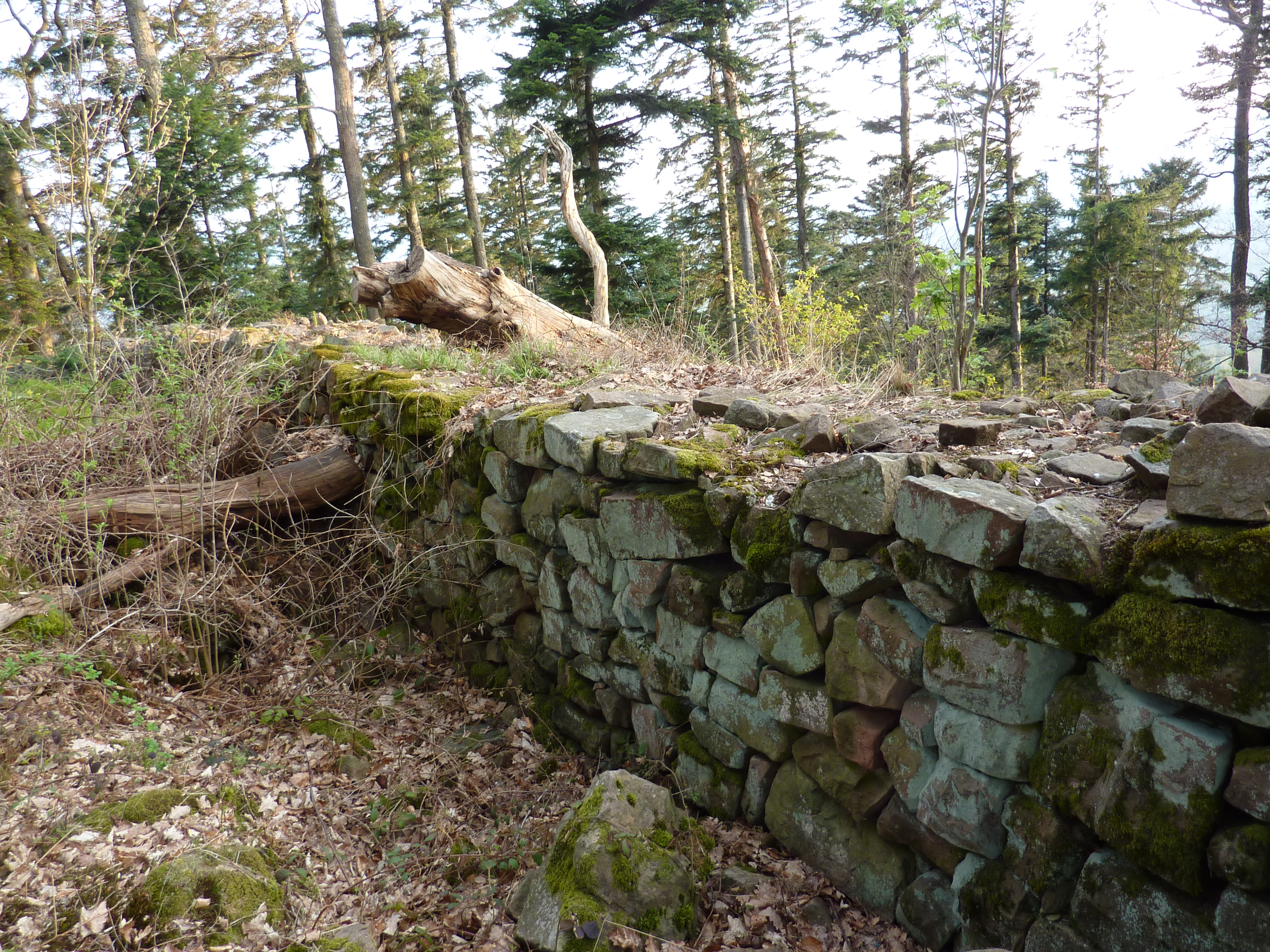
Château du Petit Ringelstein.
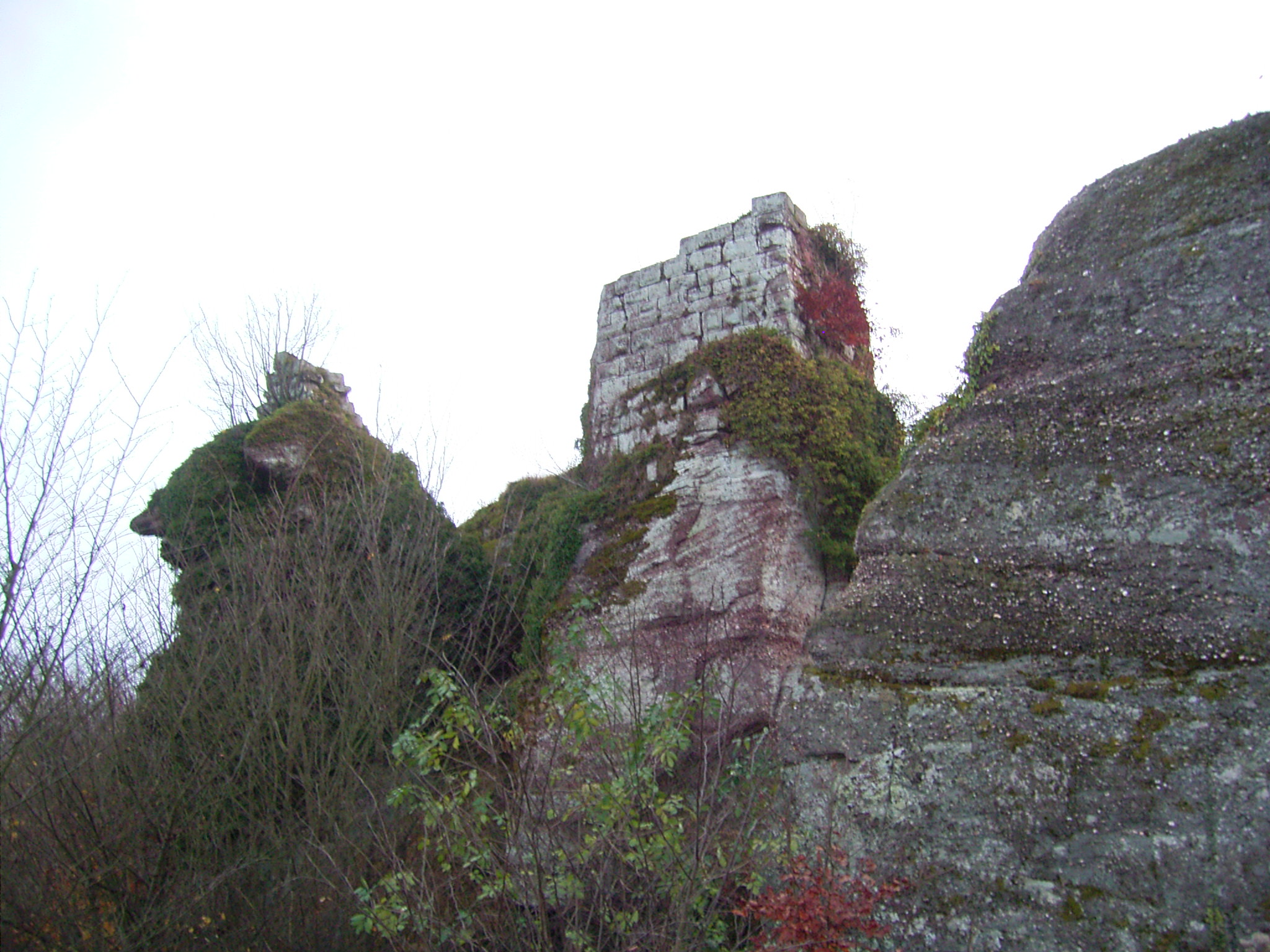
Château du Grand Ringelstein.

## Héraldique
| Blason de Oberhaslach | Blason  | Parti : au premier d'argent à la branche de noisetier de sinople, au second de gueules à la houlette d'argent, posée en pal le fer en chef. |
| Blason de Oberhaslach | Détails | |